# Geert Lovink
Geert Lovink es Profesor de investigación sobre medios interactivos en la Escuela Superior de Ámsterdam (HvA), profesor de Teoría de los medios en la European Graduate School y profesor asociado de Nuevos Medios en la Universidad de Ámsterdam. Lovink es fundador y director del Institute of Network Cultures, que tiene como finalidad explorar, documentar y alimentar el potencial de los nuevos medios para provocar cambios sociales, económicos y culturales. Es autor de varios libros, entre los cuales los más recientes son Zero Comments: Blogging and Critical Internet Culture (Routledge, 2007) y Networks Without a Cause: A Critique of Social Media (Polity, 2011). En castellano, se ha publicado Fibra oscura: rastreando la cultura crítica de Internet (Tecnos, 2004) y Tristes por diseño: las redes sociales como ideología (Consonni, 2019).